# Mărășești

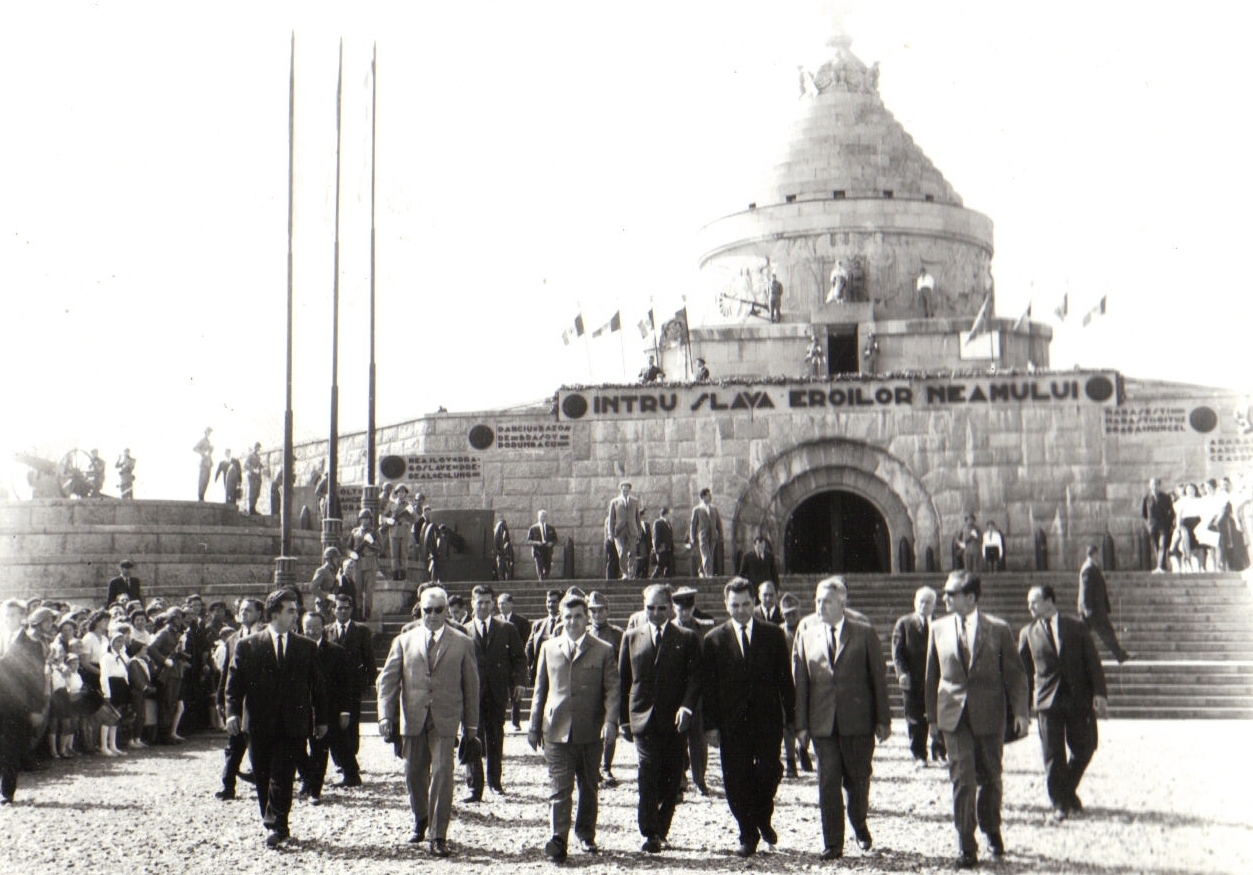
Das Mausoleum (Quelle: Nationalarchiv Rumänien)

Mărășești ([mərəˈʃeʃtʲ]; Ausspracheⓘ) ist eine Kleinstadt im rumänischen Teil der Moldau, im Kreis Vrancea, etwa 25 km nördlich von Focșani und 200 km nordöstlich von Bukarest am Ostrand der Ostkarpaten. Sie hatte im Jahr 2002 insgesamt 12.726 Einwohner, davon 11.122 in der eigentlichen Stadt, die übrigen in den Katastralgemeinden.

## Geschichte
Berühmt ist die Stadt durch eine große Schlacht im August 1917 (6. August, Entscheidungstag) zwischen dem deutschen Kaiser- und dem rumänischen Königreich.

## Sehenswürdigkeiten
- Das Mausoleum mit den sterblichen Überresten von 5632 rumänischen Soldaten wurde gebaut, um den rumänischen Sieg zu feiern. Mit der Errichtung des Mausoleums wurde 1923 begonnen, und am 18. September 1938 eingeweiht.[6]
- Das Denkmal Grab des Unbekannten Soldaten, das am 17. Mai 1923 in Bukarest eingeweiht wurde, stand vom 22./23. Dezember 1958 bis zum 26. Oktober 1991 im Mausoleum von Mărășești. Es steht heute wieder an seiner ursprünglichen Position.[7]

## Persönlichkeiten
König Milan I. von Serbien wurde in Mărășești am 22. August 1854 geboren.

## Verkehr
Die rumänischen Hauptbahnen Buzău–Mărășești (seit 1881) und Bukarest–Galați–Roman (seit 1870/72) verkehren über Mărășești.